# مونتسسهایم
مونتسسهایم (به آلمانی: Münzesheim) یک منطقهٔ مسکونی در آلمان است که در کرایشتال واقع شده‌است. مونتسسهایم ۲٬۷۳۷ نفر جمعیت دارد.